# Parisa Amiri
Parisa Amiri, född 23 juli 1990 i Stockholm, är en svensk frilansande programledare och journalist. Hon har verkat som redaktör på Nöjesguiden och programledare på Sveriges Television. Sedan 2018 är hon även poddradio-producent.

## Biografi
Amiri är född och uppvuxen i Stockholm. Hennes pappa är från Iran.
Amiri inledde sin karriär som bloggare på humorsajten 1000 Apor. Hon gick sedan vidare till att vara skribent och redaktör för Nöjesguiden, där hon arbetade i fem år. 2012 arbetade Amiri även med popkulturprogrammet PP3 i Sveriges Radio. Under en termin studerade hon på juristlinjen vid Stockholms universitet.
2016 var Amiri programledare för två säsonger av tv-serien Edit: Talkshow med Parisa Amiri, som bland annat visades på SVT Play, där aktuella ämnen inom populärkultur och samtidsfrågor avhandlades med olika gäster. Samma år var hon tillsammans med Fredrik Sahlin programledare för SVT:s filmprogram Babel bio.
Hon anställdes som kulturredaktör för Icon Magazine, med ansvar för trendspaning och bevakning av populärkultur nationellt och internationellt, men med fortsatt frilansande för bland annat SVT. Hösten 2017 tog hon över som programledare för kulturprogrammet Kobra. Amiri medverkade i, och vann, frågesportprogrammet Årets retro i SVT 2016. Tillsammans med Gunnar Wetterberg deltog Amiri i SVT-programmet På spåret säsongerna 2018–2020. Amiri och Wetterberg vann båda dessa På spåret-säsongerna. Sedan 2018 driver Amiri och Brita Zackari podcasten Brita och Parisa, om populärkultur och aktualiteter. Hon leder sedan 2020 också Spotify-podcasten Diktatorer tillsammans med Gunnar Wetterberg. Nyårsafton 2020 ledde hon SVT:s nyårsprogram Tolvslaget på Skansen tillsammans med Anders Lundin.
Hon gjorde intervjuserien Kvartsamtalet för Svt-play 2020–2021, där gäster som Bianca Ingrosso, Ebba Busch, Jason Diakité, Lotta Lundgren, Jesper Rönndahl, Nanna Blondell och Anders Ygeman intervjuades en knapp kvart var.
Parisa Amiri debuterade som sommarvärd i P1, 1 augusti 2021, där hon bland annat pratade om #metoo, rasism, utanförskap och tuffa villkor i mediabranschen.
Från 30 januari 2023 medverkar hon i programmet Talkshow i P1.

## TV
- 2016 – Edit: Talkshow med Parisa Amiri  (TV-serie)
- 2016 – Babel bio (TV-serie)
- 2017 – Kobra (TV-serie)
- 2018 – Parisa pratar Metoo med killar (TV-serie)
- 2018 – På spåret (TV-serie)
- 2019 – På spåret (TV-serie)
- 2020 – Muren (TV-serie)
- 2020 – Kvartsamtalet (TV-serie)
- 2020 – Tolvslaget på Skansen (TV-serie)